# Jenangger
Jenangger is een bestuurslaag in het regentschap Sumenep van de provincie Oost-Java, Indonesië. Jenangger telt 2675 inwoners (volkstelling 2010).